# Niszczyciele typu River (E)
Niszczyciele typu E, nazywanego wcześniej River – seria niszczycieli (kontrtorpedowców) zbudowana dla Royal Navy na początku XX wieku. Typ E powstał w odpowiedzi na niemieckie okręty typu S 90 i uważany jest za pierwszy prawdziwie udany typ brytyjskich niszczycieli i pierwszy na świecie prawdziwy pełnomorski (oceaniczny) typ niszczycieli. W odróżnieniu od wcześniejszych typów niszczycieli brytyjskich, w typie E położono nacisk na dużą dzielność morską w każdych warunkach pogodowych kosztem prędkości maksymalnej.
W porównaniu ze wcześniejszymi typami poprawiono także komfort zakwaterowania i pracy załogi. Pomimo większej wyporności w porównaniu z typami B/C/D, miały takie samo uzbrojenie jak typ D, były jednak od nich ok. 40% droższe.
Nazwy wszystkich okrętów tego typu pochodziły od nazw rzek angielskich – stąd początkowa nazwa typu - River („rzeka”). Brały udział w I wojnie światowej. W latach 1919–20 zostały zezłomowane.

## Tło historyczne
Pierwsze serie brytyjskich niszczycieli torpedowców (typy A, B, C i D) pokazały, że nawet te stosunkowo niewielkie, ale szybkie „łodzie” były w stanie przechwycić mniejsze od nich torpedowce w każdych warunkach pogodowych - co było ich podstawowym zadaniem - oraz że w odpowiednich warunkach same mogły być użyte do przeprowadzenia ataków torpedowych na większe okręty nieprzyjaciela.
W miarę rozwoju techniki morskiej, a szczególnie coraz lepszych torped, rola niszczycieli ulegała szybkiej zmianie. Pierwsze torpedy były stosunkowo prymitywną bronią o niewielkim zasięgu i prędkości, dlatego przewidywano, że zadaniem torpedowców miało być zaskoczenie wroga w jego własnych bazach. Kolejne coraz szybsze i większe generacje torped pokazały, że skuteczne ataki torpedowe mogą być także przeprowadzone na pełnym morzu. Ówczesne niszczyciele niezbyt nadawały się do działań pełnomorskich, do których były po prostu zbyt małe, a maksymalną prędkość mogły rozwinąć tylko w bardzo dobrych warunkach pogodowych i przy małej fali.
Po stracie HMS „Cobra”, w 1901 Admiralicja ustanowiła Committee on TBD (dosłownie: Komitet ds. Niszczycieli Torpedowców), którego zadaniem było opracowanie nowych, większych typów kontrtorpedowców o silniejszych kadłubach, zwiększonym zasięgu i większej dzielności morskiej. Przy wyborze napędu dla nowego typu kontrtorpedowców zdecydowano powrócić do używanych wcześniej tłokowych maszyn parowych, co było związane z mniejszym zużyciem węgla. Nowością w specyfikacjach nowych okrętów było wprowadzenie zastrzeżenia, że prędkość maksymalna ma być testowana w realistycznych warunkach, z pełnym uzbrojeniem i zapasem bunkru. Wcześniejsze typy osiągały maksymalną prędkość 27 czy 30 węzłów jedynie przy minimalnym obciążeniu, w praktyce ich maksymalna prędkość nie była osiągalna.
Pierwsze próby stworzenia pełnomorskich kontrtorpedowców miały jednak miejsce w Stanach Zjednoczonych (USS „Bainbridge”) i Niemczech (S 90). Admiralicja brytyjska przyglądała się ze szczególnym zainteresowaniem postępom w niemieckim budownictwie okrętowym i niektóre rozwiązania z S.90 zostały użyte przy projektowaniu i budowaniu typu River.
Brytyjscy marynarze, którzy widzieli niemieckie kontrtorpedowce, wypowiadali się o nich bardzo pozytywnie. Były to z reguły konstrukcje większe od odpowiadających im jednostek brytyjskich, ze znacznie lepszą dzielnością morską, którą zawdzięczały przede wszystkim podniesionemu pokładowi dziobowemu (wcześniejsze angielskie konstrukcje miały niski, zaokrąglony pokład dziobowy typu turtle back, dosłownie "skorupa żółwia"). Chwalono stosunkowo wysoki komfort zakwaterowania na niemieckich łodziach. We flocie brytyjskiej filozofia hard living (dosłownie „trudnego życia”) była niemalże religią. Wszystkie wcześniejsze kontrtorpedowce brytyjskie miały bardzo prymitywne pomieszczenia dla załogi, z nagimi stalowymi ścianami, na których zbierała się para wodna, często bez wewnętrznego oświetlenia i podstawowych nawet warunków do utrzymania higieny osobistej. W porównaniu z okrętami brytyjskimi, niemieckie okręty z wykładanymi drewnem ścianami kabin, parowym ogrzewaniem, oświetleniem elektrycznym i innymi udogodnieniami, wydawały się wręcz „luksusowe”.

## Opis konstrukcji

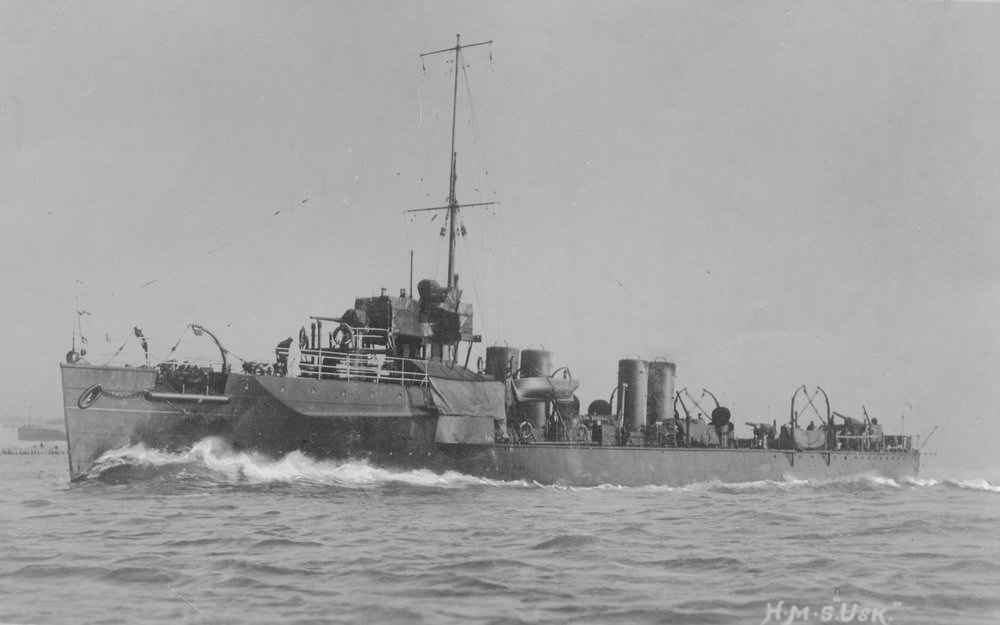
HMS „Usk”; wyraźnie widoczny podniesiony pokład dziobowy, wysoki mostek i armata 12-funtowa na przedniej nadbudówce

Kontrtorpedowce typu River (E) były brytyjską odpowiedzią na niemiecki typ S 90. W odróżnieniu od wcześniejszych typów brytyjskich niszczycieli, „Rivery” miały wysoki pokład dziobowy i prawdziwy mostek zamiast wcześniejszego kiosku. Były także większe, o szerszych kadłubach i nieco większym zanurzeniu. Przy ich projektowaniu maksymalny nacisk położono na ich dużą dzielność morską i zasięg, poświęcając kilka węzłów prędkości maksymalnej. Większość „Riverów” napędzana była maszynami parowymi potrójnego rozprężania (tylko cztery okręty miały turbiny parowe), wszystkie były opalane węglem. Z powodu stosunkowo niskiej mocy maszyn (ok. 7000 koni parowych), przy małej fali „Rivery” były wolniejsze od wszystkich wcześniejszych typów kontrtorpedowców brytyjskich, ale w przeciwieństwie od nich mogły rozwijać prędkość zbliżoną do maksymalnej także na pełnym morzu i przy dużej fali. Wysoki pokład dziobowy pozwał na korzystanie z umieszczonych tam armat nawet przy dużej fali, co było niemożliwe na wcześniejszych kontrtorpedowcach z bardzo mokrymi, ciągle zalewanymi podkładami typu turtle back. Wybór tłokowych maszyn parowych zamiast użytych już wcześniej turbin był świadomym krokiem w celu zwiększenia zasięgu okrętów.
Wszystkie okręty miały po dwa wały śrubowe, okręty z maszynami parowymi miały po jednej śrubie na wale, trzy okręty napędzane turbinami miały po trzy śruby na każdym wale.
Okręty tego typu budowane były w sześciu różnych stoczniach i pomimo podobnych wymiarów i osiągów, różniły się wyglądem. W zależności od użytego typu kotłów miały dwa lub cztery (po dwa w dwóch grupach) kominy różnych wielkości. Różniły się także rozmieszczeniem części uzbrojenia artyleryjskiego – na niektórych z nich część armat była umieszczona bezpośrednio na pokładzie dziobowym, na innych armaty znajdowały się w burtowych platformach (sponsonach) z wycięciem do przodu tak, aby umożliwiać strzelanie w kierunku dziobu.
W porównaniu z wcześniejszymi typami brytyjskich kontrtorpedowców, bardzo podniesiono komfort zakwaterowania całej załogi. W kabinie kapitańskiej zainstalowano niespotykany wcześniej „luksus”, jakim był węglowy piecyk (tzw. „koza”), a wszyscy oficerowie mieli swoje własne, osobne kabiny. W kabinach zainstalowano niewielkie składane wanny (hip bath) lub składane umywalki. Zwiększono także powierzchnię kabiny przypadającą na każdego marynarza – wszyscy mieli zagwarantowane 20 cali miejsca do siedzenia, a większość miała 18 cali zarezerwowanych na hamak (niektórzy marynarze musieli spać na korkowych materacach rozkładanych na szafkach).

## Uzbrojenie i wyposażenie
Początkowo „Rivery” były uzbrojone tak samo jak wcześniejsze kontrtorpedowce typu „D”, w jedną armatę 12-funtową (kaliber 3 cale, 76,2 mm) na podstawie P I (maksymalny kąt podniesienia lufy 30°, maksymalny zasięg 9500 yardów) i pięć armat 6-funtowych (57 mm, podstawa Mark I*, maksymalny kąt podniesienia lufy 30°, ale celownika tylko do 25°, zasięg maksymalny 4000 yardów).
Począwszy od 1906 roku pięć armat 6-funtowych zostało zastąpionych przez trzy skuteczniejsze armaty 12-funtowe. W czasie wojny z niektórych niszczycieli zdjęto dwie armaty w celu uzbrojenia ich w bomby głębinowe. Do 1920 roku jedna armata 12-funtowa została zamieniona na szybkostrzelną, uniwersalną (QF HA/LA) armatę 12-funtową zdolną do prowadzenia ognia do celów powietrznych.
Uzbrojenie torpedowe stanowiły dwie pojedyncze wyrzutnie 18-calowe, jedna umieszczona pomiędzy kominami na śródokręciu, jedna na rufie. Około 1909 roku „Rivery” zostały wyposażone w urządzenia do ładowania torped 18-calowych, a niektóre, zapewne z myślą o przyszłości, w ładowarki dla wówczas testowanych torped 21-calowych. W 1916 wszystkie okręty tego typu uzbrojone były jednak w torpedy 18-calowe Mark VII. Niektóre okręty tego typu zostały wyposażone urządzenie Fore Bridge Firing Gear służące do odpalania torped z mostku.
Na pokładzie okrętów znajdował się jeden welbot, jedna szalupa i jedna łódź składana typu Berthon.

## Lista okrętów
Pierwsze 34 okręty zostały zamówione w latach 1901-02, osiem następnych w latach 1902-03 (jeden dodatkowy okręt z napędem turbinowym został zbudowany z własnej inicjatywy stoczni i zakupiony przez Royal Navy), ostatnie 15 okrętów zostało zamówiono w latach 1903-04. Dwa ostatnie „Rivery” zbudowane z własnej inicjatywy stoczni zostały zakupione w 1909, aby pokryć stratę dwóch wcześniejszych niszczycieli.
Okręty były budowane w różnych stoczniach. Różniły się ilością, rozmieszczeniem i wielkością kominów, a także w niektórych przypadkach rozmieszczeniem uzbrojenia.
Podtyp „Derwent” budowany w stoczni Hawthorn Leslie w Newcastle upon Tyne. 540-555 ton. Dwa krótkie kominy„Eden” napędzany był turbiną parową. „Derwent”, „Eden” i „Waveny” miały zamontowane armaty na sponsonach, inne okręty tego podtypu na pokładzie dziobowym.
- „Derwent” – wodowany 14 lutego 1903, zatonął po wejściu na minę w pobliżu Hawru 2 maja 1917[10].
- „Eden” – wodowany 13 maja 1903, napęd turbinowy, trzy śruby na każdym wale, staranowany w wypadku przez SS „France” w kanale La Manche 17 czerwca 1916[10].
- „Waveney” – wodowany 15 marca 1903, sprzedany na złom 10 lutego 1920. Około 1909 roku został czasowo przezbrojony w eksperymentalne 21-calowe wyrzutnie torped[13].
- „Boyne” – wodowany 12 września 1904, sprzedany na złom 30 sierpnia 1919.
- „Doon” – 8 listopada 1904, sprzedany na złom 27 czerwca 1919.
- „Kale” – 8 listopada 1904, zatonął po wejściu na minę na Morzu Północnym 27 marca 1918[10].

Podtyp „Erne” budowany w stoczni Palmers Shipbuilding and Iron Company w Jarrow. 550 ton. Cztery kominy w grupach po dwa znajdujące się bliżej siebie niż okręty budowane w stoczniach Yarrow.
- „Erne” – wodowany 14 stycznia 1903, stracony po wejściu na skały w okolicach Rattray Head 6 lutego 1915[10].
- „Ettrick”(inne języki) – wodowany 28 lutego 1903, sprzedany na złom 27 maja 1919.
- „Exe” – wodowany 27 kwietnia 1903, sprzedany na złom 10 lutego 1920.
- „Cherwell” – wodowany 23 lipca 1903, sprzedany na złom 23 czerwca 1919.
- „Dee” – wodowany 10 września 1903, sprzedany na złom 23 lipca 1919.
- „Rother” – wodowany 5 stycznia 1904, sprzedany na złom 23 czerwca 1919.
- „Swale” – wodowany 20 kwietnia 1905, sprzedany na złom 23 czerwca 1919.
- „Ure” – wodowany 25 października 1904, sprzedany na złom 27 maja 1919.
- „Wear”(inne języki) – wodowany 21 stycznia 1905, sprzedany na złom 4 listopada 1919.

Podtyp „Ribble” budowany w stoczniach Yarrow Shipbuilders w Londynie. Wyporność 590-605 ton. „Gary” miał nieco inny kształt kadłuba dający mu większą prędkość maksymalną. Na „Gala” i „Gary” armaty umieszczono na pokładzie dziobowym, przed mostkiem, na innych okrętach umieszczone były na sponsonach przy burtach. Wszystkie okręty miały cztery kominy w grupach po dwa ustawione szerzej niż w przypadku okrętów budowanych w stoczni Palmera.
- „Ribble” – wodowany 19 marca 1904, sprzedany na złom 29 lipca 1920.
- „Teviot” – wodowany 7 listopada 1903, sprzedany na złom 23 czerwca 1919.
- „Usk” – wodowany 25 lipca 1903, sprzedany na złom 29 lipca 1920.
- „Welland” – wodowany 14 kwietnia 1904, sprzedany na złom 30 czerwca 1920.
- „Gala” – wodowany 7 stycznia 1905, zatonął po kolizji z HMS „Attentive” 27 kwietnia 1909 roku w okolicach Harwich[10].
- „Garry” - wodowany 21 marca 1905, sprzedany na złom 22 października 1919.

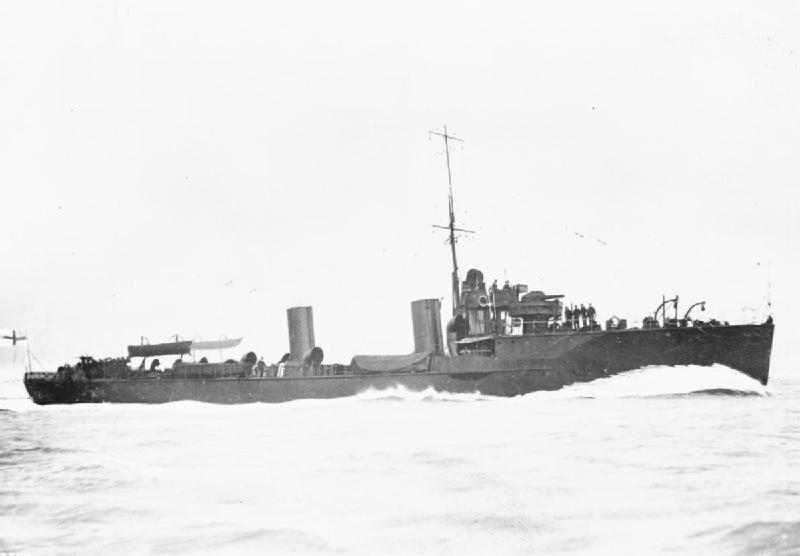
HMS Arun

Podtyp „Foyle”, budowany w stoczniach Cammell Laird w Birkenhead. 550 ton. Dwa średnie kominy. Pierwsze cztery okręty miały armaty umieszczone w sponsonach burtowych, ostatnie trzy przenosiły je na pokładzie dziobowym.
- „Foyle” – wodowany 25 lutego 1903, zatonął po wejściu na minę 15 marca 1917[10].
- „Itchen”(inne języki)  – wodowany 17 marca 1903, zatonął storpedowany przez ”U-99” 6 lipca 1917[10].
- „Arun” – wodowany 29 kwietnia 1903, sprzedany na złom 30 czerwca 1920.
- „Blackwater” – wodowany 25 lipca 1903, zatopiono po kolizji z SS „Hero” 6 kwietnia 1909 przy Dungeness.
- „Liffey” – wodowany 23 września 1904, sprzedany na złom 23 czerwca 1919.
- „Moy” – wodowany 10 listopada 1904, sprzedany na złom 27 maja 1919.
- „Ouse” – wodowany 7 stycznia 1905, sprzedany na złom 22 października 1919.

Podtyp „Kennet”, budowany w stoczni Thornycroft w Chiswick. 550 ton. Dwa wysokie, charakterystyczne kominy, pierwsze kontrtorpedowce wybudowane w stoczniach Thornycroft ze stali o dużej wytrzymałości na rozciąganie (high tensile steel). „Chelmer” i „Colne” miały armaty na pokładzie dziobowym, dwa pozostałe okręty miały uzbrojenie umieszczone w burtowych sponsonach.
- „Kennet”(inne języki) – wodowany 4 grudnia 1902, sprzedany na złom 11 grudnia 1919.
- „Jed”(inne języki) – wodowany 16 lutego 1904, sprzedany na złom 29 lipca 1920.
- „Chelmer” – wodowany 8 grudnia 1904, sprzedany na złom 30 czerwca 1920.
- „Colne”(inne języki) – wodowany 21 maja 1905, sprzedany na złom listopada 1919.

Podtyp „Ness”, budowany w stoczniach J. Samuel White w Cowes. 555 ton.
- „Ness” – wodowany 5 stycznia 1905, sprzedany na złom 27 maja 1919.
- „Nith” – wodowany 7 marca 1905, sprzedany na złom 23 czerwca 1919.

Podtyp „Stour”. 570 ton. 2 okręty wybudowane z prywatnej inicjatywy stoczni Cammell Laird and Company i zakupione przez Royal Navy w 1909, obydwa miały napęd turbinowy.
- „Stour” – wodowany 3 czerwca 1905, sprzedany na złom 30 sierpnia 1919.
- „Test” – wodowany 6 maja 1905, sprzedany na złom 30 sierpnia 1919.

## Ocena konstrukcji
Typ „River” oceniony był jako bardzo udany, uważany jest za pierwszy prawdziwy typ kontrtorpedowców brytyjskich i pierwszy na świecie udany typ pełnomorskich kontrtorpedowców. Większy kadłub poprawił nie tylko dzielność morską okrętów, ale pozwolił także na składowanie większej ilości węgla, podnosząc zasięg okrętów do ok. 2000 mil morskich. Począwszy od około 1904 roku praktycznie wszystkie wówczas powstające na świecie kontrtorpedowce w mniejszym czy większym stopniu kopiowały rozwiązania użyte w „Riverach”. Po raz pierwszy od powstania klasy kontrtorpedowców nie podporządkowano wszystkiego osiągnięciu maksymalnej prędkości, dzięki czemu powstały pierwsze pełnowartościowe jednostki, mogące służyć nie tylko jako szybkie torpedowce, ale także będące w stanie służyć jako prawdziwe okręty eskortowe dla głównych sił floty.
Służący na okrętach tego typu marynarze brytyjscy bardzo chwalili „suchy” pokład, który nie był ciągle zalewany przez fale i umożliwiał praktyczne korzystanie z okrętu nawet w trudnych warunkach pogodowych. Chwalono także mocniejszą konstrukcję kadłubów – dwa „Rivery” przeszły przez cyklon w drodze do Chin bez większych uszkodzeń. Jedynym mankamentem wysokiej burty było trudne manewrowanie i cumowanie w porcie przy silnym wietrze. „Rivery” były czasami krytykowane za stosunkowo słabe uzbrojenie: nawet po przezbrojeniu w cztery armaty 12-funtowe, były one ok. 40% droższe od poprzedniego, tak samo uzbrojonego typu niszczycieli. Ich projektanci nie zdecydowali się jednak na ich większe obciążenie silniejszym uzbrojeniem, by nie pogarszać dzielności morskiej i nie przeciążać kadłuba.